# Céphalium
Le céphalium est une touffe de poils, une structure laineuse parfois vivement colorée qui apparaît sur certaines espèces de cactus adultes et d'une certaine taille.
Il supporte les boutons floraux et les fruits. Sur certaines espèces (Melocactus), il peut atteindre 50 cm de haut, ce qui leur vaut le nom de "tête à l'anglais".
Melocactus et Arrojadoa présente des céphaliums à l'apex (sommet) de la plante.
D'autres espèces telles que Espostoa et certains Cephalocereus présentent des céphaliums latéraux.

## Photographies

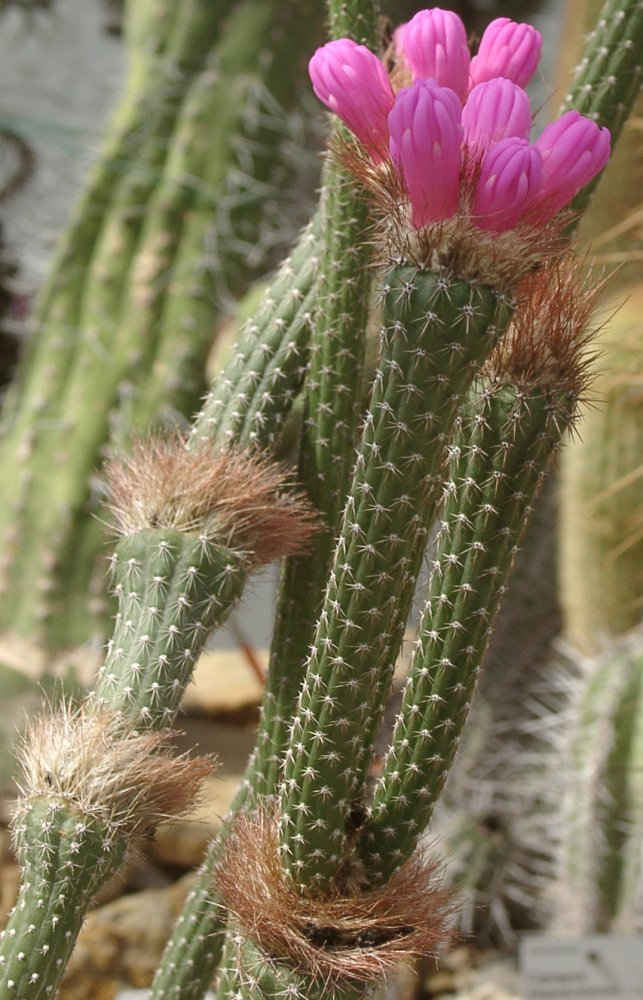
céphalium de Arrojadoa penicillata.
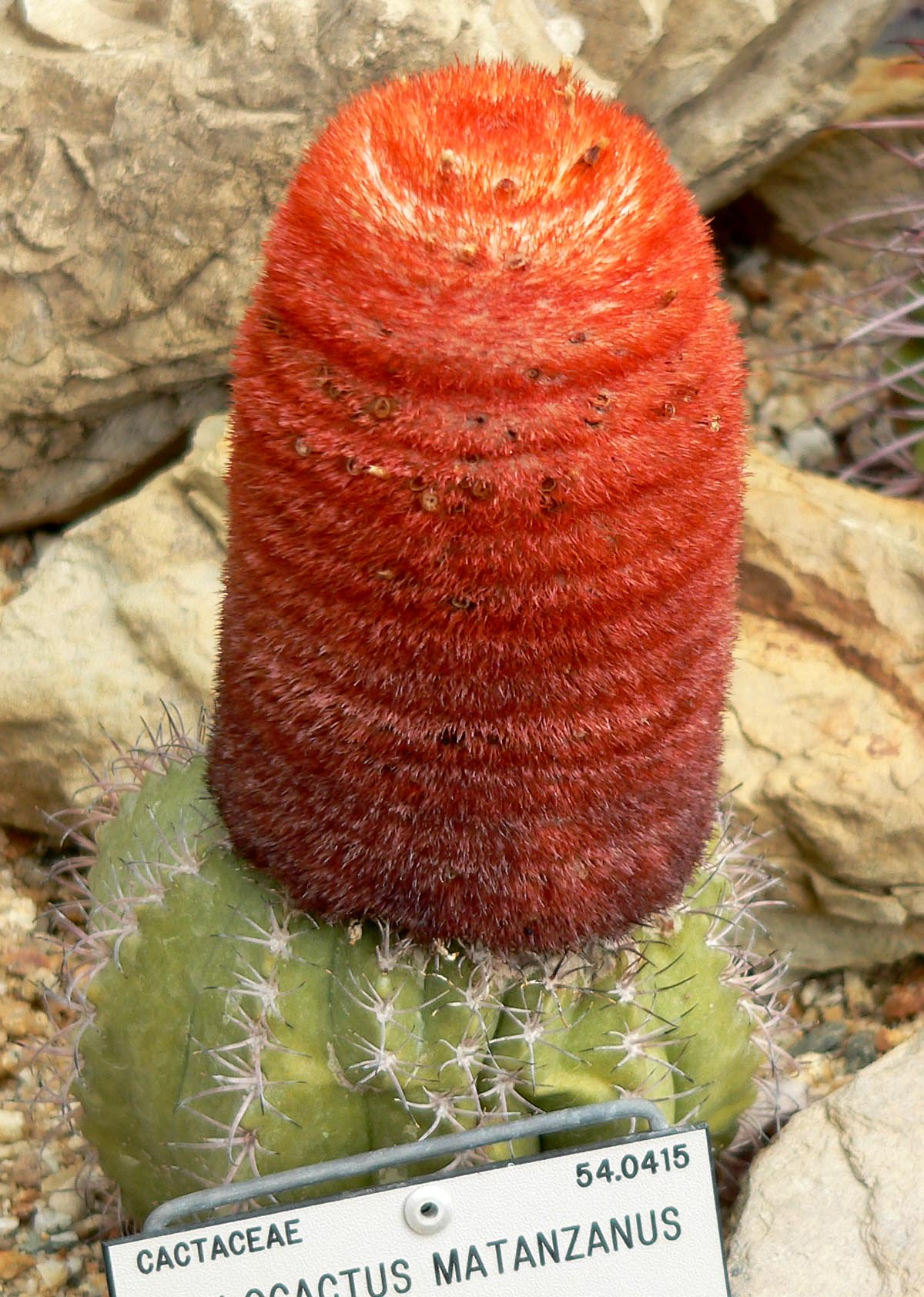
céphalium de Melocactus matanzanus
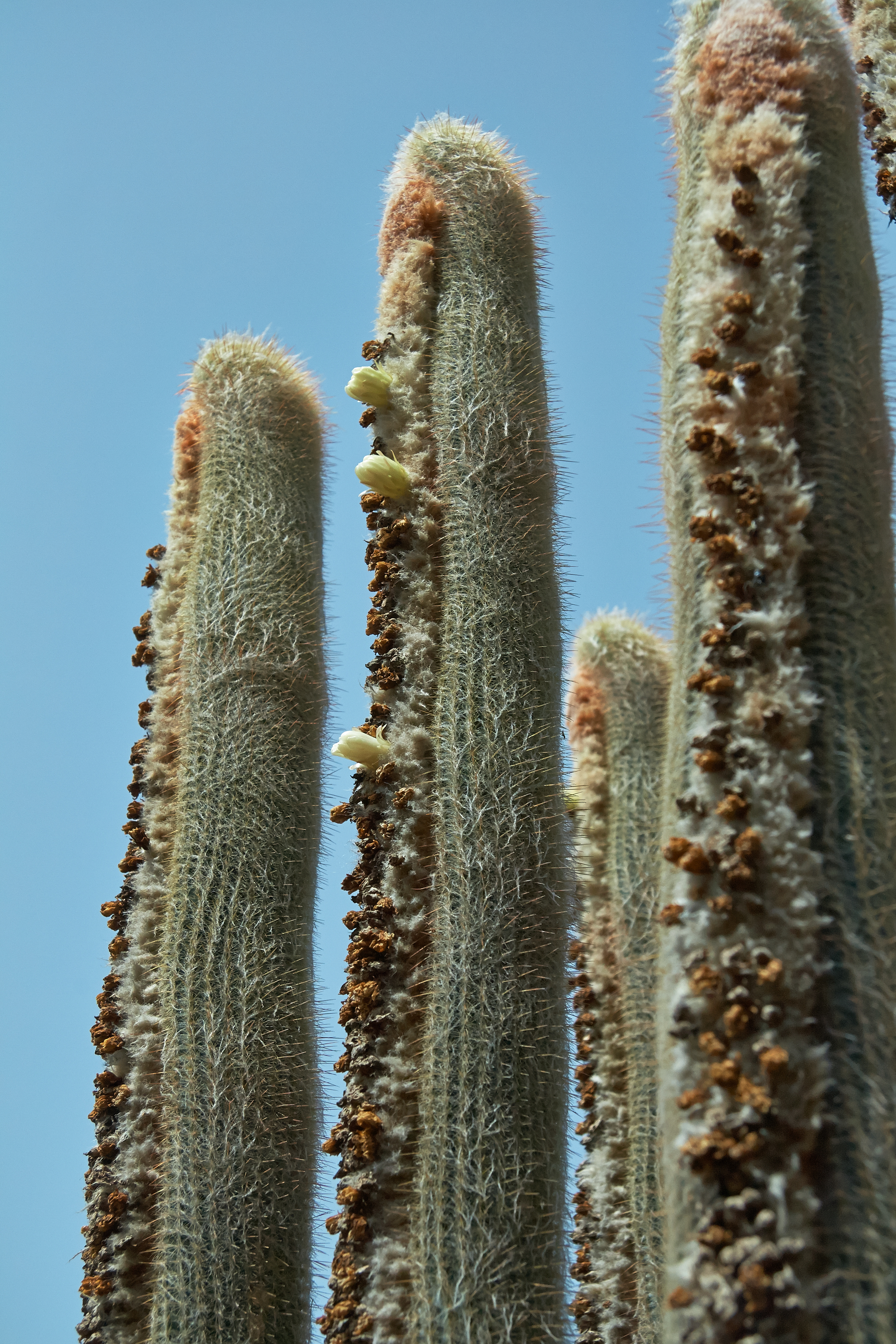
céphalium latéral de Espostoa lanata